# 김교한
김교한(金敎漢, 1928년 10월 14일~)은 대한민국의 시조시인이자 교사이다. 호는 산호(山湖)이며, 지방문단에서 많은 활약을 하고 있는 시조시인이다.

## 생애
1928년 10월 14일 울산광역시 울주군 웅촌면에서 출생하였다. 1965년에 마산대학 문과를 졸업하여 20여년간 교사로 재직하였다. 마산여자고등학교 교사, 마산고등학교 교감, 마산합포중학교 및 양덕중학교 교장, 김해시 교육장 등을 역임하면서 경남지역의 교육을 이끌었다. 그는 교직에 있는 중에 신문과 잡지에 작품을 발표하고, <수양버들>, <하구(河口)>, <항구> 등의 작품이 시조문학에 추천되어 문단활동을 시작하였다. 그는 여러 작품을 출판하면서 마산문인협회 회장, 경남문학 간행 위원장, 한국시조시인협회 부회장, 한국시조문학상 운영위원장, 경산남도문화예술진흥위원, 경상남도문화상 심사위원회 부위원장 경남시조문학회 고문, 울산시조시인협회 고문, 세계시조사랑협회 자문위원을 역임하였다. 그의 여러 시조 작품들은 성파시조문학상, 노산문학상, 경상남도문화상, 경남문학상,, 경남시조문학상, 유심작품상 특별상, 마산시문화상, 시민불교문화상, 대통령표창, 국민훈장동백장, 한국문학상 등을 수상하였다.

## 주요작품
- 시조집 <대>
- 시조집 <미완성 설경 한 폭>
- 시조집 <분수>
- 시조집 <도요를 찾아서>
- 시조집 <잠들지 않는 강>
- 시 <사강(沙江)>
- 시 <호수>
- 시 <산 속의 한때>
- 시 <갈대>
- 시 <겨울 낙도(落島)에서>